# معبد بل دورا أوربوس

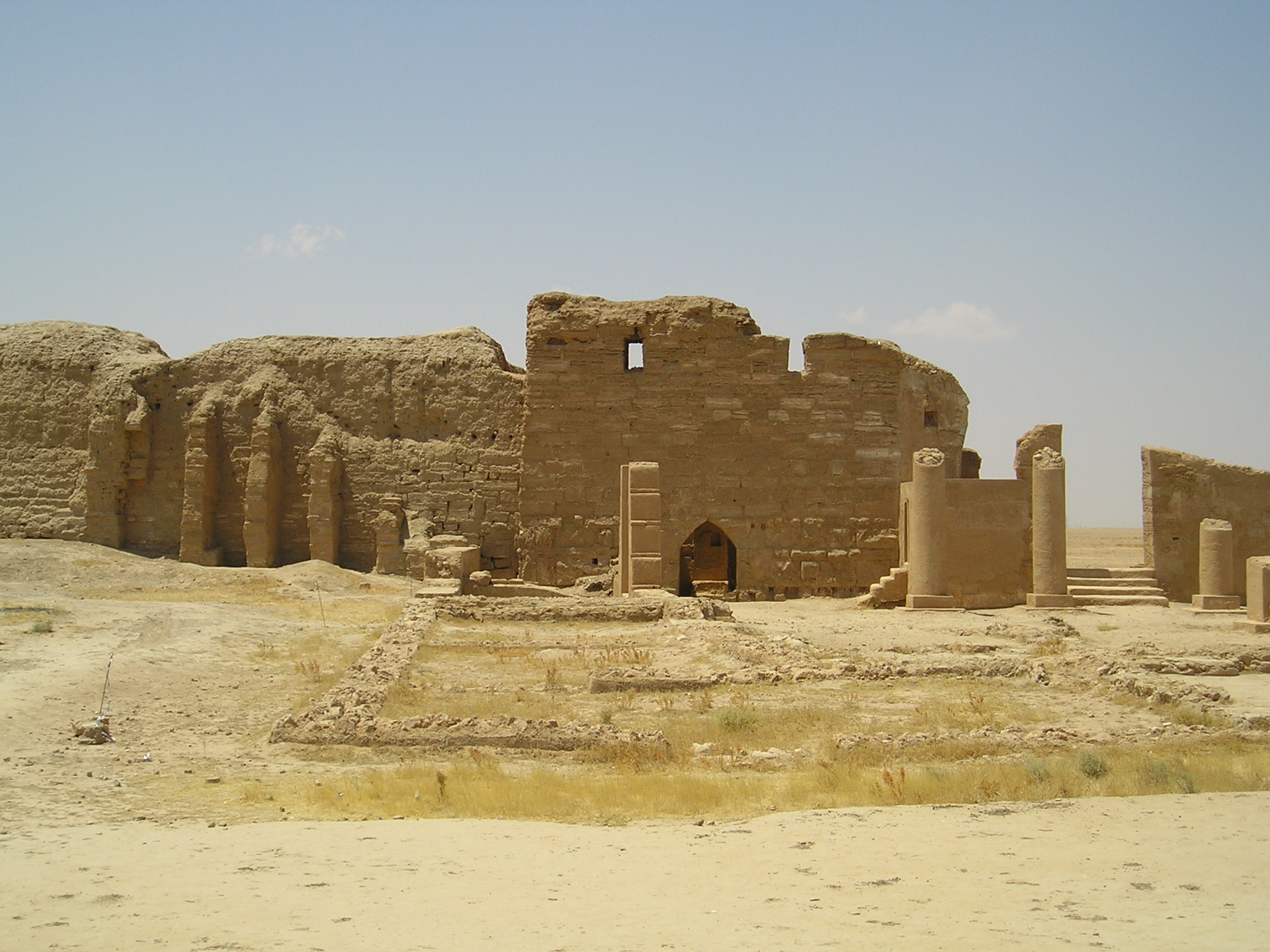
معبد بيل

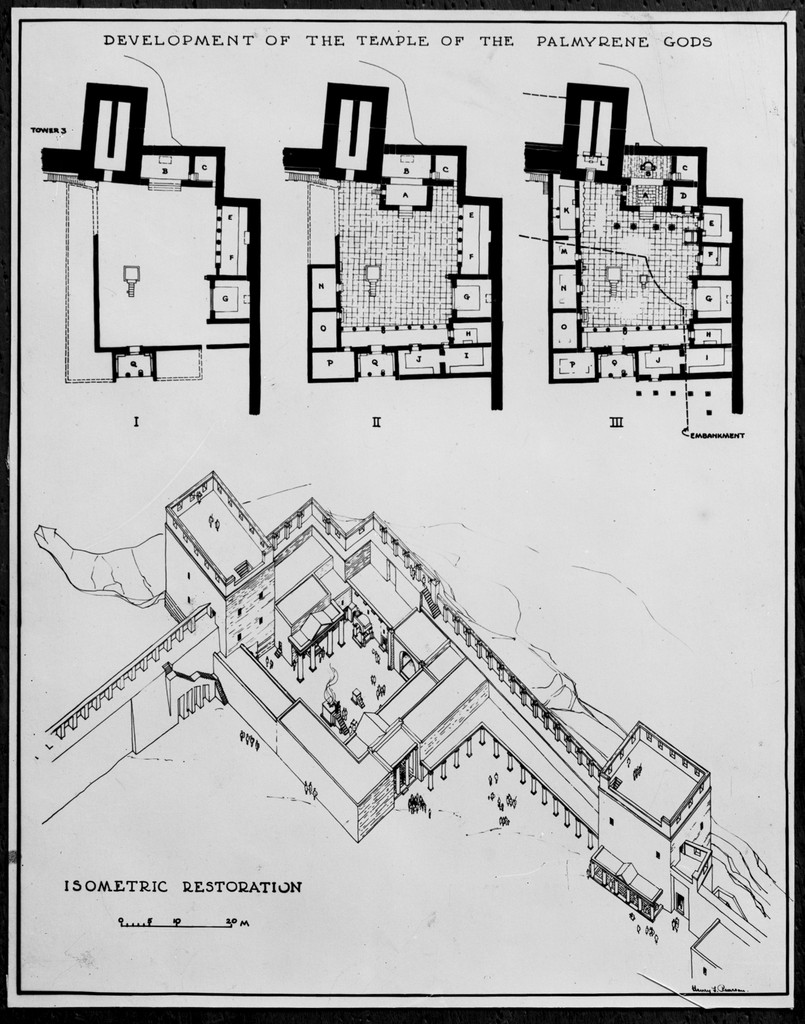
رسم بيرسون لاستبناء معبد بل في فترته الأخيرة

معبد بل ، المعروف أيضًا باسم معبد الآلهة التدمرية ، يقع في دورا أوروبوس على نهر الفرات في سوريا الحديثة. بُني المعبد في القرن الأول ق.م ويشتهر في المقام الأول بلوحاته الجدارية. على الرغم من التسميات الحديثة للبناء، فمن غير المؤكد أي الآلهة كانت تُعبد في البناء. في ظل الحكم الروماني، كان المعبد مخصص للإمبراطور ألكسندر سيفيروس ، وفي تلك الفترة كان المعبد يقع ضمن معسكر الفوج التدمري العشرين .

## الاكتشاف

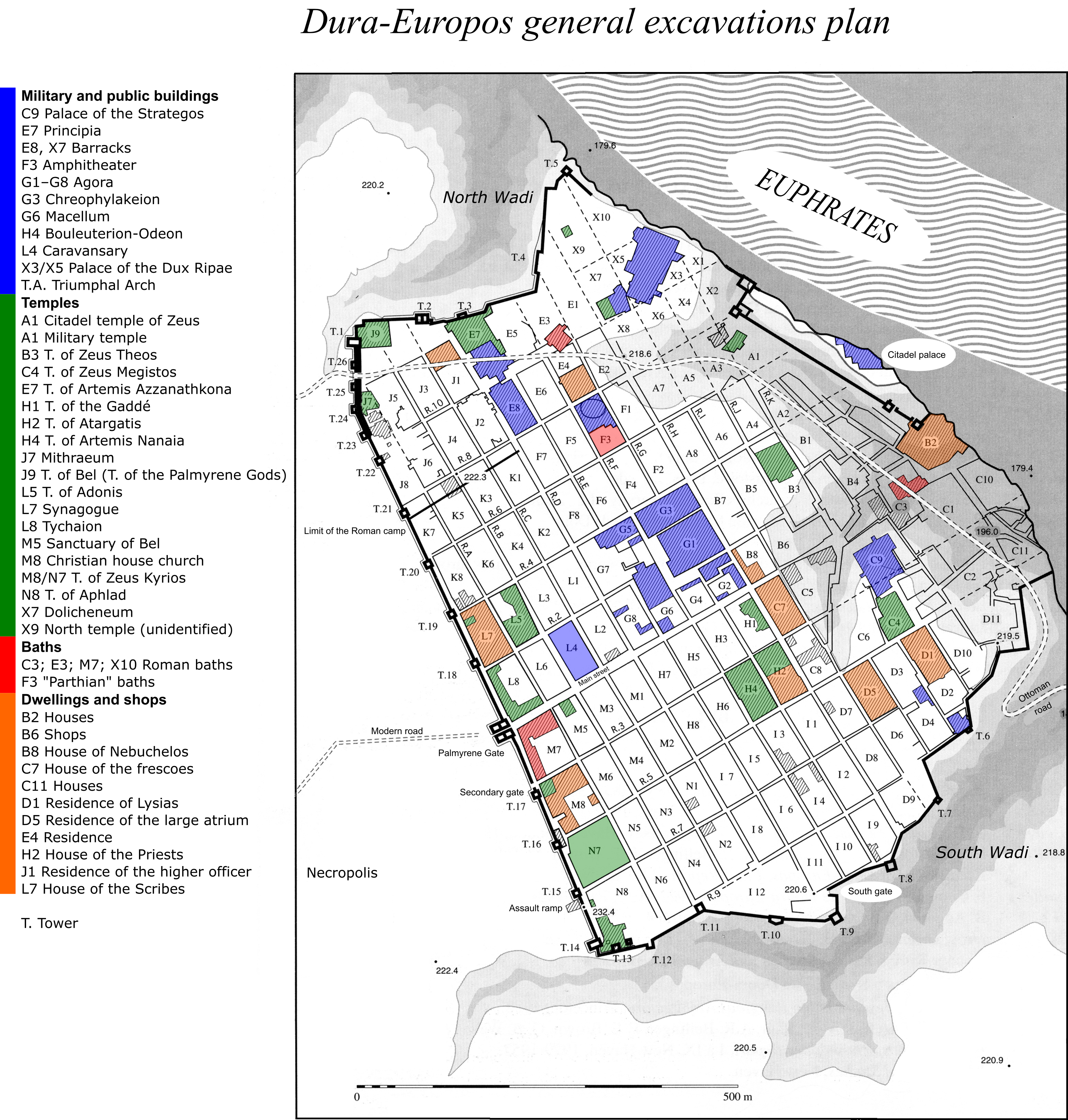
مخطط الحفريات العامة في دورا أوربوس، معبد آلهة تدمر يحمل الرمز J9

اكتشف مورفي M. C. Murphy لوحات المعبد في عام 1920م. وصلت صور اللوحات إلى جيمس هنري بريستيد ، الذي درس اللوحات والمعبد ونشر دراسة عنها في عام 1924م.  قبل اكتشاف مورفي، كان الموقع غير معروف للغربيين. ولم يتم التعرف عليه باعتباره بلدة دورا أوروبوس، كما ورد في المصادر القديمة، إلا في وقت لاحق. وأثار اكتشاف اللوحات الجدارية في المعبد اهتماماً كبيراً، حتى أن صحيفة نيويورك تايمز ذكرت هذا الاكتشاف في مقال بتاريخ 10 يونيو/حزيران 1922م. وأشارت هذه المقالة إلى أن هذه اللوحات تمثل مرحلة انتقالية بين " الفن الهلنستي الشرقي المنحط" والفن البيزنطي .  وكان معبد بل أحد الحُرم الأولى التي اكتشفت في دورا في عام 1920م. وقد نُقّب بالكامل ولكن لم تنشر وثائق التنقيب أبدًا.  وبما أنه لا يوجد دليل يشير إلى عبادة التدمريين خلال العصر البارثي الذي تأسس فيه المعبد، فمن المرجح أن المعبد كان مخصصًا لزيوس،   واستنادًا إلى اللوحات غير المنشورة التي حللها كايزر Ted Kaizer، فإنه يزعم أن الإله الذي كان يترجم إلى "زيوس" هو بل. 

## وصف
يقع المعبد في الشمال الغربي للمدينة، ملاصقًا لسور المدينة. وتشكل الجدران الشمالية والغربية للمعبد جزء من سور المدينة. يمكن أن يميز فيه ثلاث مراحل بناء على الأقل. وكان قدس الأقداس يقع في الغرب. مرحلة البناء الأصلية عبارة عن غرفة واسعة، تمت إضافة دهليز إليها في مرحلة البناء الثانية. وكان أمام قدس الأقداس ساحة محاطة بغرف مختلفة لم تتضح وظيفتها بعد. والمدخل الرئيسي للمعبد كان يقع على الجانب الشرقي من الحرم، مقابل قدس الأقداس تقريبًا. 

## الأصول الدينية
كان معبد بل في دورا أوربوس مركزًا للحياة الدينية، حيث كان يتم عبادة الإله يرحبل . وأصل اسم يرحبل من تأثير عبادة بل مردوخ في تدمر في عام 213 ق.م.  كان من المعروف أن بل كان إلهًا رئيسيًا في العصور ما قبل الهلنستية، وغالبًا ما كان يُعبد إلى جانب يرحبل وعجلبول. 

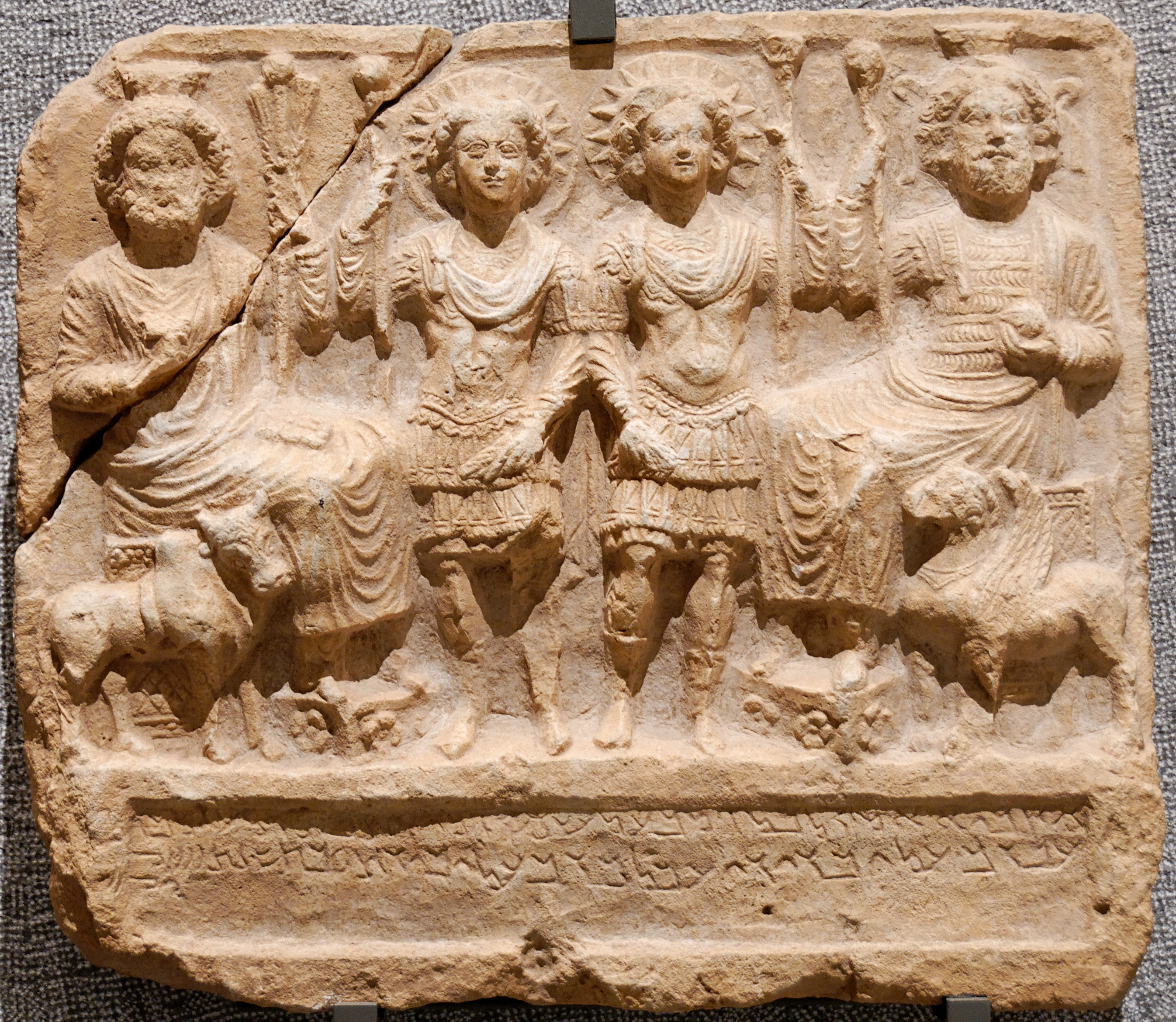
نقش بارز أساسي مخصص لبل. بل (أقصى اليمين)، وبعلشمين (أقصى اليسار)، ويرحبل وعجلبول بينهما. مثل بعل، كان بعلشمين إلهًا آخر للعبادة في سوريا القديمة.

## يرحبل
يُعرف يرحبل بأنه إله آرامي كان يُعبد في تدمر القديمة. وظهر في العديد من النقوش البارزة التي تصوره كإله الشمس، المرتبط بثالوث بل ، والذي يقف بجانب عجلبول على يمينه. لا يظهر يرحبل أبدًا في التماثيل النصفية أو النقوش البارزة دون هذه الآلهة التي تخلق الثالوث الرمزي للشمس والقمر والأرض.  وهكذا، يُعرف يرحبل بأنه إله الشمس بينما يُعرف عجلبول بأنه إله القمر. يرتبط يرحبل أيضًا بمعابد مختلفة في دورا. ففي معبد جاد ، يوجد نقش على لوحة حجرية يُلقب فيه يرحبل بلقب "الإله الصالح، بيتيل النبع"، والذي يصوره كحارس النبع.  ومع ذلك، فإن الترجمات الحرفية لاسم يرحبل تقول أن الاسم يعني "قمر بل"، مما يدل على ارتباطه بإله القمر الكنعاني يرح. 

## نقش المذبح

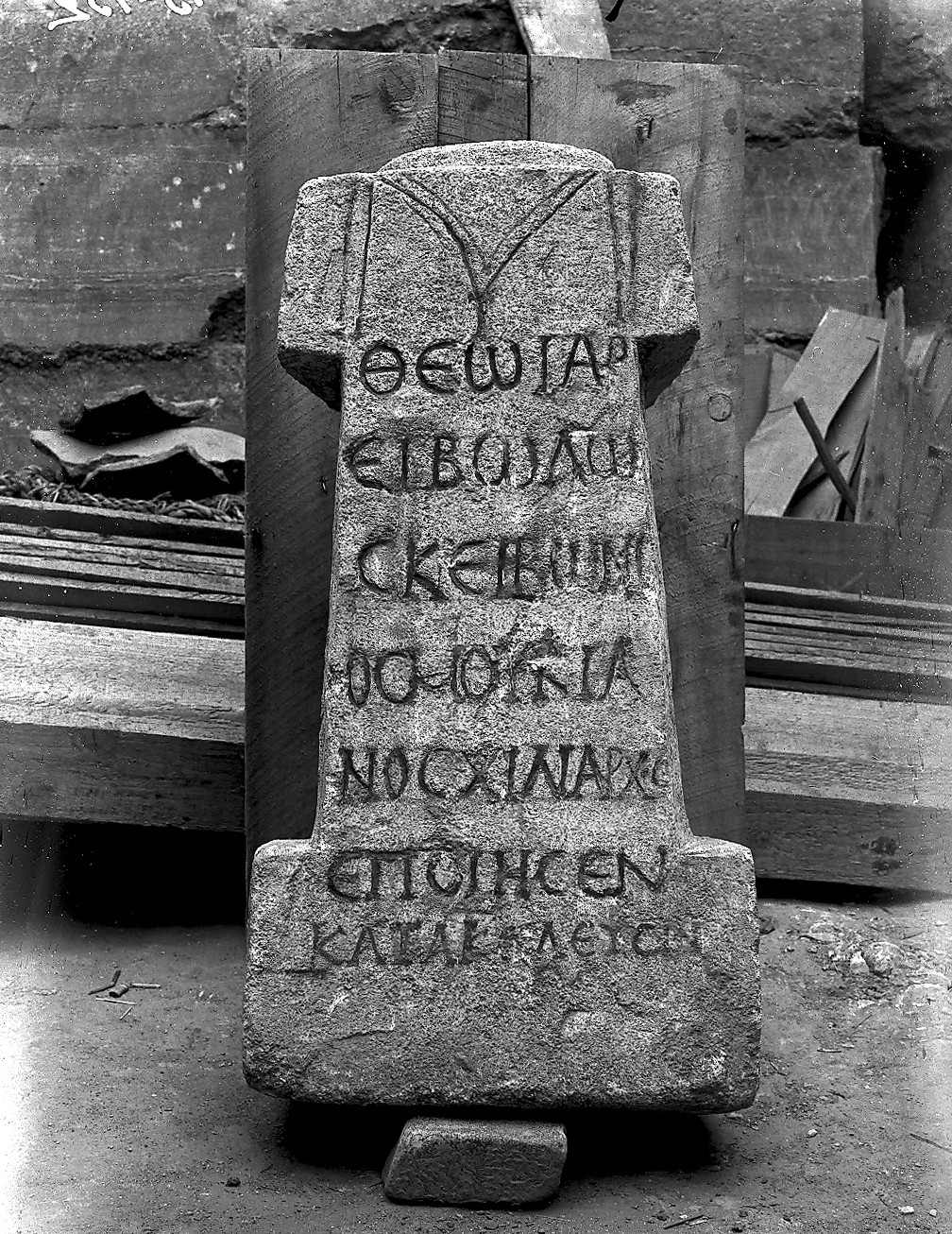
صورة للمذبح الموهوب إلى يرحبل التقطت في الفترة 1928م و1929م

عثر فريق التنقيب التابع لجامعة ييل الفرنسية في عامي 1928م و1929م على مذبح يرحبل عند مدخل معبد بل. والنقش الموجود على هذا المذبح باللغة اليونانية يعود للقائد الروماني، سكيبونيوس موكيانوس، والذي ينص على: "للإله يرحبل . سكيبونيوس موكيانوس، القائد، صنع هذا بأمر (الإله)." لكن، تشير الترجمة الحرفية للغة اليونانية إلى أن سكيبونيوس Skeibonios هو خطأ إملائي للاسم اللاتيني سكريبونيوس Scribonius وأن النسخة المكتوبة لموكيانوس تقرأ على أنها موسيانوس بناءً على الأدلة من الكتابات العسكرية التي عُثر عليها في موقع التنقيب.  يخبرنا النقش الموجود على المذبح أن قائدًا لجيش روماني يحمل اسمًا لاتينيًا كتب نقشه إلى يرحبل باللغة اليونانية. سكريبونيوس موسيانوس، وهو من أصل يوناني وكان يشغل منصبًا قويًا في الجيش الروماني. من المرجح أن يعود تاريخ النقش إلى حوالي 165-256 م. ومع ذلك، هناك ترجمة أخرى مقترحة للنص على النحو التالي: "[لـ]الإله يرحبل، سكريبونيوس موسيانوس، الشيليارك ، صنع هذا كما أمر". وهكذا، فإن أحد المكرّسين ذوي الاسم اللاتيني، الذي يشغل منصبًا يحمل لقبًا يونانيًا في الجيش الروماني، يسجل قربانه للإله يرحبل التدمري باللغة اليونانية. "  إن حقيقة أن مصطلح تشيليارك Chiliarch يشير إلى القائد في الجيش المقدوني القديم يثير المزيد من الأسئلة حول هوية مستخدمي المعبد.

## لوحات جدارية

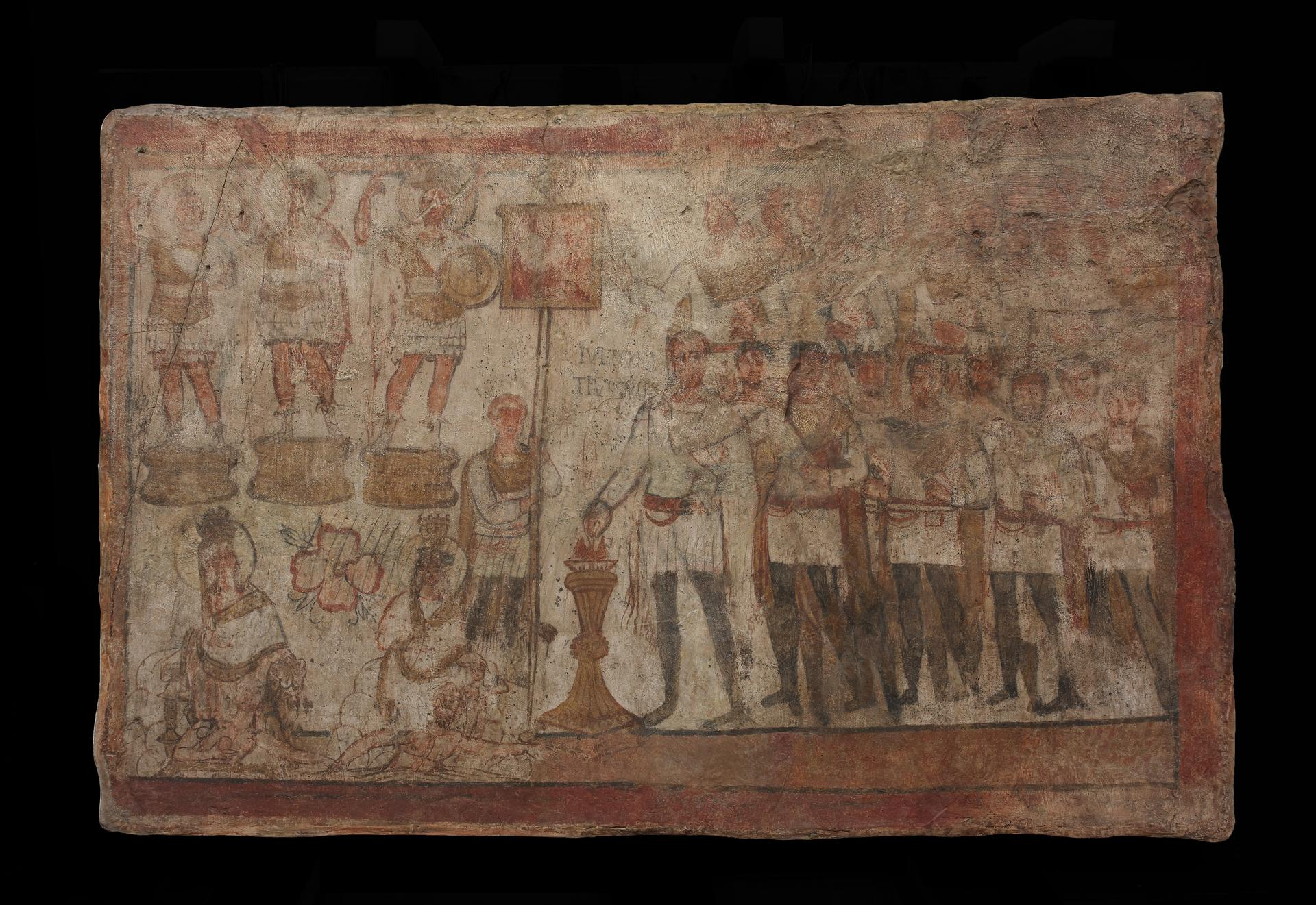
يوليوس تيريوليوس تيرينتيوس يؤدي تضحية. بتكليف من الأطربون الروماني في دورا أوروبوس، يوليوس تيرينتيوس (المصور والمحدد هنا من خلال نقش لاتيني)، تمزج هذه اللوحة بين عناصر يونانية ورومانية وتدمرية، ربما كبادرة دبلوماسية. يقف تيرينتيوس مع رجاله وهو يؤدي تضحية رسمية أمام راية عسكرية. وعلى الرغم من أنهم يرتدون الزي العسكري الروماني، فإن هؤلاء الجنود تدمريون؛ ويُعرَّف أحدهم (ثيمس، ابن موكيموس) باللغة اليونانية على أنه كاهن. كانت التضحية، وهي حرق البخور، عملاً من أعمال العبادة الشائعة. وهنا تتم بحضور الآلهة. تظهر تايكي في دورا وتدمر على الطراز الهلنستي مع دمج بعض سمات الشرق الأدنى. ثلاثة تماثيل لآلهة ذكور تجمع بشكل غامض بين الدروع الرومانية وسمات تدمر (مثل الخوذة المدببة). إن عدم وجود علامات تعريفية لهذه التماثيل يخلق غموضًا حول ما إذا كانت تمثل آلهة تدمر أم أباطرة رومانيين. ربما تم ذلك عمدًا لجذب المشاهدين من خلفيات مختلفة.

يُعرف المعبد في مجال دراسات تاريخ الفن بشكل أفضل بسبب لوحاته الجدارية، ويرجع تاريخ العديد منها إلى الفترة التي كانت فيها المدينة تحت الحكم الروماني (164-256 م). أما اللوحات الموجودة في قدس الأقداس، والمعروفة باسم ذبيحة كونون Konon، فتعود إلى أواخر القرن الأول ق.م أو أوائل القرن الأول الميلادي، عندما كانت المدينة تحت الحكم البارثي . في وقت اكتشافها، كانت محفوظة بشكل جيد للغاية وظلت ألوانها زاهية للغاية. وقد نُزعت اللوحات من الجدران ونقلت إلى المتحف الوطني بدمشق . الميزة النموذجية لهذه الصور هي التركيز القوي على المنظور الأمامي للأشكال. ونفذ الفنانين الوجوه بشكل جيد إذ يبدو أنها صور لأفراد محددين.  يمكن التعرف على الشخصيات المرسومة من خلال الكتابات الصغيرة بجان كلمنها. ومن هنا يتبين أن الشخصية الرئيسية هي كونون والشخصيات الأخرى هي أجيال عديدة من نسله. 

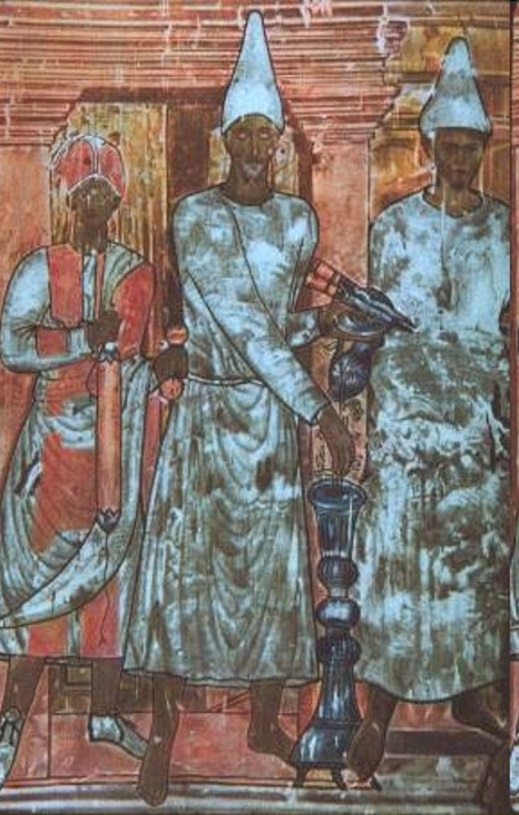
تضحية كونون، لوحة جدارية في معبد بل.

من بين اللوحات الجدارية المهمة الأخرى لوحة تضحية يوليوس تيرينتيوس Julius Terentius، ومكانها في الأصل على الجدار الشمالي للردهة، وهي موجودة اليوم في معرض فنون جامعة ييل .  يعود تاريخ هذه اللوحة إلى فترة الحكم الروماني وتظهر يوليوس تيرينتيوس، الذي كان قائد الحامية الرومانية في دورا أوروبوس. يوليوس تيرينتيوس مرسوم في وسط المشهد. وأمامه مذبح وتماثيل لثلاثة آلهة، التي حددت في البداية على أنها آلهة تدمر، يرحبل ، وعجلبل ، وملاكبل ، ومن هنا جاء أحد الأسماء الإنجليزية الحديثة المرتبطة بالمعبد. كشفت الأبحاث الحديثة عن تماثيل الإمبراطور الروماني، مما يشير إلى أن المكان كان مركزًا للعبادة الإمبراطورية .  أسفل التماثيل، هناك إلهتان أنثى. هذه هي تصويرات تايكي (الحظ). يشير النقش إليهما باسم تايكي دورا وتايكي تدمر. 